# Titan IIIE
El Titan IIIE o Titan 3E, también conocido como Titan III-Centaur era un vehículo de lanzamiento desechable estadounidense. Lanzado siete veces entre 1974 y 1977, permitió varias misiones de alto perfil de la NASA, incluidas las sondas planetarias Voyager y Viking y la nave espacial de Alemania del Oeste estadounidense Helios. Los siete lanzamientos se realizaron desde el complejo de lanzamiento 41 en Cabo Cañaveral.

## Desarrollo
En 1967, la NASA comenzó a considerar la posibilidad de combinar el refuerzo Titan III masivo y la etapa superior de alta energía Centauro para crear lo que era en ese momento el vehículo de lanzamiento más poderoso para la exploración planetaria. Con más de tres veces la capacidad de carga del Atlas-Centauro, Titan IIIE podría lanzar ambiciosas misiones de naves espaciales robóticas planeadas para la década de 1970.
El Centro de Investigación Lewis de la NASA (ahora el Centro de Investigación Glenn) recibió la tarea de integrar Titán con Centauro, lo que requirió una serie de modificaciones para acomodar el refuerzo más poderoso. El cambio más obvio fue encerrar al Centauro en una gran cofia que protegía la etapa y la carga durante el ascenso. Esto permitió el uso de un aislamiento mejorado en Centaur, que aumentó el tiempo de costa en órbita de 30 minutos cuando se lanzó en Atlas a más de 5 horas en el Titan IIIE. Dado que Centaur era más ancho que la etapa central de Titán, se requería una interfaz de estrechamiento progresivo. Esta interfaz debía aislarse para evitar el vaciado de los propelentes criogénicos de Centaur, ya que Titan utilizaba propulsores hipergólicos almacenados a temperatura ambiente, mientras que Atlas utilizaba oxígeno líquido. La etapa Centaur también contenía la computadora de guía para todo el vehículo de lanzamiento.
Una configuración de cuatro etapas, con una etapa superior adicional, una Star-37E, también estaba disponible, y se utilizó para los dos lanzamientos de Helios. Los estadios Star-37E también se usaron en los dos lanzamientos de Voyager, pero se los consideró parte de la carga útil en lugar del cohete.

## Vuelos
El primer lanzamiento de Titan IIIE ocurrió el 11 de febrero de 1974. Los planes originales eran volar una sonda Viking, pero la NASA decidió agregar una carga secundaria: un satélite de prueba llamado SPHINX (Experimento de Interacción de Alto Voltaje de Plasma Espacial) que estaba destinado a probar el operación de fuentes de alimentación de alta tensión en el vacío del espacio. El Titán se comportaba normalmente, pero los motores del Centauro no podían arrancar. Los controladores de tierra esperaron por un minuto, luego emitieron un comando de inicio manual pero todavía no pasó nada. Con el Centauro descendiendo hacia la Tierra, el comando de destrucción de seguridad de rango fue enviado desde una estación de radar en Antigua.
La falla se remonta a las bombas de refuerzo Centaur, pero la causa aún no estaba clara, probablemente sea hielo o escombros. Para reducir la posibilidad de otra falla similar, se implementaron procedimientos de prelanzamiento para verificar que las bombas de Centaur estuvieran libres y sin obstrucciones. Tomó casi cuatro años rastrear la causa de la falla, que era un soporte de montaje instalado incorrectamente dentro del tanque LOX. Este soporte tenía un regulador LOX en su lugar y el técnico responsable de instalarlo había descubierto que la herramienta normal utilizada para atornillar los pernos en su lugar era demasiado corta para alcanzar el soporte. Por lo tanto, usó una llave de tubo ligeramente más larga que le dio más alcance. El técnico se había retirado y no pudo informar a su sucesor sobre esto. Por lo tanto, el nuevo técnico intentó colocar el perno con la llave de tuercas especificada en las instrucciones de montaje, que era demasiado corta y le impidió atornillarla correctamente. El perno se suelta, se cae y es aspirado por una de las bombas de refuerzo LOX, bloqueándolo e impidiendo su funcionamiento. A pesar de la falla, al menos se logró un objetivo importante, ya que se demostró que el abultado carenado de la carga útil Centaur era aerodinámicamente estable en vuelo y se deshizo correctamente y según lo programado.
El siguiente vuelo del Titan IIIE fue el 10 de diciembre de 1974, con la nave espacial Helios-A. Esta misión fue exitosa, al igual que todos los lanzamientos posteriores.
El lanzamiento del Voyager 1 casi terminó en fracaso debido al bajo empuje en la segunda etapa de Titán. El vehículo de lanzamiento tenía un déficit de velocidad de unos 544 pies por segundo y estaba a unos 3000 pies por debajo de la altura prevista en el punto de corte, por lo que el Centauro tuvo que quemarse durante más tiempo del previsto para compensarlo. En el punto de corte, fue apenas 3,5 segundos del agotamiento del propelente. Que la misión finalmente tuvo éxito se debió a la posición favorable de Júpiter frente a la Tierra en el día del lanzamiento. Si el mismo error se hubiera producido en el lanzamiento del Voyager 2 unas semanas antes, el Centauro se habría quedado sin propelente tratando de poner la sonda en la trayectoria correcta.

## Historia de los lanzamientos
| Tiempo/de fecha (GMT)     | S/N   | S/N     | Carga     | Resultado | Comentarios |
| Tiempo/de fecha (GMT)     | Titan | Centaur | Carga     | Resultado | Comentarios |
| ------------------------- | ----- | ------- | --------- | --------- | --- |
| 11 febrero 197413:48:02   | 23E-1 | TC-1    | Sphinx    | Fallido   | Falla en la turbo bomba de LOX Centaur . RSO destruct en T + 742 segundos. |
| 10 diciembre 197407:11:02 | 23E-2 | TC-2    | Helios-Un | Exitoso   | Primera sonda espacial para orbitar más cercana al Sol que Mercurio. |
| 20 agosto 197521:22:00    | 23E-4 | TC-4    | Viking 1  | Exitoso   | Llevó un módulo de aterrizaje que aterrizó en Marte. |
| 9 septiembre 197518:39:00 | 23E-3 | TC-3    | Viking 2  | Exitoso   | Llevó un módulo de aterrizaje que aterrizó en Marte. |
| 15 enero 197605:34:00     | 23E-5 | TC-5    | Helios-B  | Exitoso   | Mantiene el registro de la velocidad más rápida en relación con el Sol lograda con una sonda espacial.                                                                                                   |
| 20 agosto 197714:29:44    | 23E-7 | TC-7    | Voyager 2 | Exitoso   | Además reforzado por una etapa superior Star 37E. Voló por Júpiter, Saturno, Urano y Neptuno, completando el Gran Viaje Planetario. Ahora dejando el sistema solar.                                      |
| 5 septiembre 197712:56:01 | 23E-6 | TC-6    | Voyager 1 | Exitoso   | Además reforzado por una etapa superior Star 37E. Voló por Júpiter y Saturno. Salió de la heliosfera del Sistema Solar en 2012. Actualmente es el objeto creado por el hombre más distante de la Tierra. |

## Diseño

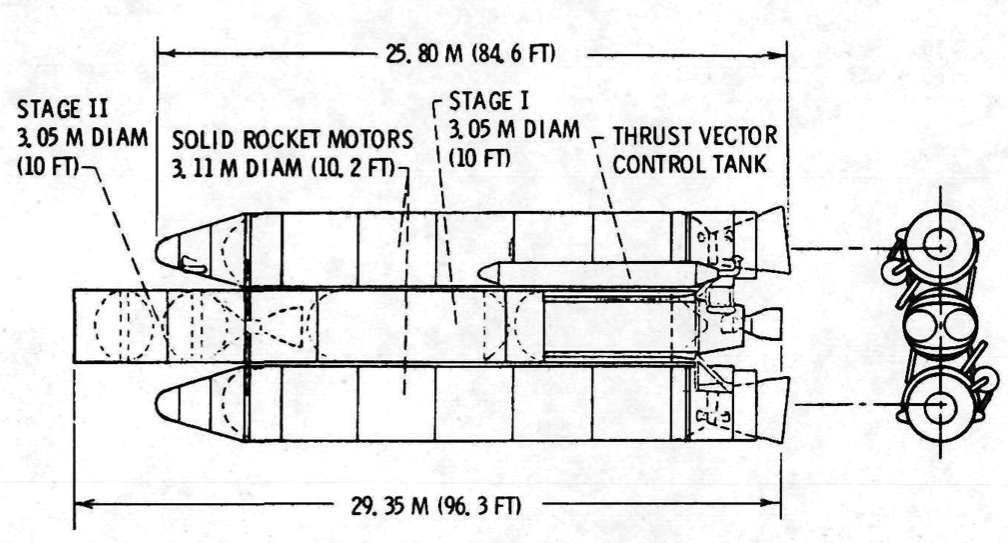
Esquema de Titan IIIE con dos motores de cohete sólidos (Etapa 0) y vehículo de núcleo Titan III Etapas I y II.